# Your Guardian Angel
Your Guardian Angel är en singel av The Red Jumpsuit Apparatus. Det finns två olika versioner - en som till stor del är akustisk från deras första stora album, Don't You Fake It, och en som är helt akustisk (med titeln "The Acoustic Song") från deras demoalbum The Red Jumpsuit Apparatus. Det är den tredje singeln från bandet och musikvideon släpptes 15 oktober 2007. Låten var med i säsongsfinalen av CBS program Moonlight. Enligt Ronnie Winter är låten tillägnad de åtta studenter som miste sina liv 1 mars 2007 då en tornado förstörde en high school i Enterprise, Alabama. 

## Musikvideo
I musikvideon ser vi Ronnie Winter tända en glödlampa, och sen spela och sjunga medan bandet förbereder sig för en konsert. De spelar inför en publik under delen med distorsion. Winter släcker sedan glödlampan i slutet av låten. Videon regisserades av Shane Drake som tidigare har jobbat med bland andra Panic! at the Disco och Paramore.

## Listplaceringar
| Lista (2007-2008)             | Toppnotering |
| ----------------------------- | ------------ |
| Nya Zeeland RIANZ Singellista | 19           |
| USA Billboard Hot 100         | 122          |